# Livoneca bowmani
Livoneca bowmani är en kräftdjursart som beskrevs av Brusca 1981. Livoneca bowmani ingår i släktet Livoneca och familjen Cymothoidae. Inga underarter finns listade i Catalogue of Life.